# Persiana Jones
I Persiana Jones, inizialmente conosciuti come Persiana Jones e le Tapparelle Maledette, sono una band ska punk formatasi nel febbraio del 1988 nella provincia di Torino, a Rivarolo Canavese, tuttora in attività.

## Storia
I Persiana Jones si formano nel 1988 col nome di Persiana Jones e le Tapparelle Maledette (ispirati dal film Indiana Jones e il tempio maledetto) per volontà di Silvio (voce e chitarra) e Beppe Carruozzo (basso) insieme Gianni Rossebastiano (batteria), dopo lo scioglimento del loro precedente gruppo, Winding Logs, attivo dal 1985 al 1987.
Originari del Canavese, zona a nord di Torino, decidono di suonare per "combattere la noia della loro zona di origine" come amano ricordare nella loro biografia ufficiale.
Nati per gioco, si distinguono oltre che per essere tra i primi a cantare in italiano, ai tempi lingua inusuale per i gruppi alternativi italiani legati all'inglese, soprattutto per i loro show carichi di ironia e divertimento, dove il concerto è un pretesto per fare festa. Da subito il gruppo si allarga, dapprima un sax tenore (Giampiero Ferrando), poi una tromba (Alberto Bena) e un secondo chitarrista (Roberto "Bob" Marini), e tra il 1988 e il 1989 il gruppo, aiutato dal nome curioso, batte in lungo e in largo il Torinese facendosi conoscere. A metà tra la musica punk e lo ska, tra alcuni classici anni '60 e il rock, da subito vengono supportati da un buon numero di fans che comincia a seguirli in tutti i concerti.
All''attivo più di 1200 concerti, hanno suonato oltre che in Italia, in Regno Unito, Spagna, Francia, Svizzera, Paesi Bassi, Germania, Austria, Repubblica Ceca e Repubblica Slovacca.
Nel febbraio 2023 entrano in studio per registrare il loro nuovo album.
Giugno 2023 esce il nuovo disco "Una Vita Fantastica".

## Formazione

### Formazione attuale
- Silvio Carruozzo - voce
- Beppe Carruozzo - basso, cori
- Bob Marini - chitarra
- Maurizio "il Gatto" Planker - batteria
- Yomar "el Perro" Cardoso - trombone, cori
- Fabio "Whito" De Grazia - chitarra, cori
- Stefano Cocon - tromba

### Prima formazione
- Silvio Carruozzo - voce
- Beppe Carruozzo - basso, cori
- Gianni Rossebastiano - batteria

## Discografia
Album in studio
- 1995 - Siamo circondati
- 1997 - Brivido caldo
- 1999 - Puerto Hurraco
- 2001 - Agarra la onda
- 2003 - Brace for Impact
- 2007 - Just for Fun
- 2023 - Una vita fantastica

EP
- 1990 - Impazzire
- 1991 - Baciami Tony
- 1992 - Che passa
- 2013 - CM Yellow
- 2019 - Ancora!

Live
- 1993 - Show
- 1998 - El Paso Live
- 2004 - Another Show (2 CD)

Best of
- 2014 - Essenze

## Compilation
- 1993 - Vita in città in Skandalo al sole
- 1998 - Un'altra vita in Italian Ska Invasion